# 川崎真琴
川崎 真琴（かわさき まこと、1984年5月13日 - ）は、日本のプロボクサー。広島県尾道市出身。第40代日本スーパーウェルター級王者。RK蒲田ボクシングファミリー所属。同事務所から初めて誕生した日本王者でもある。

## 来歴
プロボクサー転向前はキックボクシングをやっていた。
2012年4月15日、プロデビュー戦は引き分けに終わった。1年2か月後の試合でプロ初黒星。
そして2017年6月30日に後楽園ホールにて行われた『角海老ボクシング』のメインイベントで日本ウェルター級1位坂本大輔と日本ウェルター級暫定王座決定戦を行い、10回0-3（93-97×2、94-97）判定負けで王座獲得に失敗。
2017年10月3日に中国大同市で楊興新とWBAアジア・ウェルター級王座決定戦を行い、10回0-3（93-97、91-99、92-98）判定負けで王座獲得に失敗。
2019年9月7日、後楽園ホールにて行われた『第588回ダイナミックグローブ』のメインイベントで日本ウェルター級王者永野祐樹と対戦し、2回2分41秒TKO負けを喫し王座獲得に失敗した。
2022年4月2日、後楽園ホールで日本スーパーウェルター級1位越川孝紀と日本スーパーウェルター級王座決定戦を行い、10回3-0（96-94、97-93、98-92）判定勝ちで王座獲得に成功。
2022年11月8日、後楽園ホール「フェニックスバトル」のメインで日本スーパーウェルター級6位の出田裕一と対戦し、9回1分52秒TKO負けを喫し2度目の防衛に失敗し王座から陥落した。

## 獲得タイトル
- 第40代日本スーパーウェルター級王座（防衛1）

## 戦績
- キックボクシング - 8戦5勝3敗
- プロボクシング - 24戦13勝（2KO）9敗2分

| 戦           | 日付           | 勝敗 | 時間    | 内容    | 対戦相手                     | 国籍 | 備考                               |
| ------------ | -------------- | ---- | ------- | ------- | ---------------------------- | ---- | ---------------------------------- |
| 1            | 2012年4月15日  | △    | 4R      | 判定1-1 | モハメド太尊 康輝（六島）    | 日本 | プロデビュー戦                     |
| 2            | 2012年6月29日  | ☆    | 2R 1:21 | KO      | 広瀬尊明（全日本パブリック） | 日本 |                                    |
| 3            | 2012年10月28日 | ☆    | 4R      | 判定3-0 | 高橋広行（石神井S）          | 日本 |                                    |
| 4            | 2013年6月28日  | ★    | 4R      | 判定0-3 | 松永宏信（横浜光）           | 日本 |                                    |
| 5            | 2013年10月4日  | ☆    | 4R      | 判定2-1 | 上田知和（横田S）            | 日本 |                                    |
| 6            | 2014年1月17日  | ☆    | 4R      | 判定2-0 | 乙川健（伴流）               | 日本 |                                    |
| 7            | 2014年9月25日  | ★    | 4R      | 判定1-2 | 松永宏信（横浜光）           | 日本 |                                    |
| 8            | 2014年12月23日 | ☆    | 4R      | 判定3-0 | 中西勇揮（ウォズ）           | 日本 |                                    |
| 9            | 2015年2月24日  | ☆    | 5R      | 判定3-0 | 竹内護（ヨネクラ）           | 日本 |                                    |
| 10           | 2015年5月26日  | ★    | 5R      | 判定1-2 | 佐藤矩彰（新日本木村）       | 日本 |                                    |
| 11           | 2015年12月8日  | ☆    | 6R      | 判定3-0 | 韓一鮮幸司（吉祥寺鉄拳8）    | 日本 |                                    |
| 12           | 2016年4月3日   | ★    | 7R 1:06 | KO      | 矢田良太（グリーンツダ）     | 日本 |                                    |
| 13           | 2016年8月21日  | ☆    | 2R 1:12 | KO      | 村田和也（千里馬神戸）       | 日本 |                                    |
| 14           | 2017年1月31日  | ☆    | 8R      | 判定3-0 | 合田剛士（草加有沢）         | 日本 |                                    |
| 15           | 2017年6月30日  | ★    | 10R     | 判定0-3 | 坂本大輔（角海老宝石）       | 日本 | 日本ウェルター級暫定王座決定戦     |
| 16           | 2017年10月3日  | ★    | 10R     | 判定0-3 | 楊興新                       | 中国 | WBA東アジアウェルター級王座決定戦  |
| 17           | 2018年4月6日   | ★    | 10R     | 判定0-3 | 楊興新                       | 中国 |                                    |
| 18           | 2018年11月19日 | ☆    | 8R      | 判定3-0 | 遠藤健太郎（大橋）           | 日本 |                                    |
| 19           | 2019年4月11日  | ☆    | 8R      | 判定2-1 | 木村文祐（JM加古川）         | 日本 |                                    |
| 20           | 2019年9月7日   | ★    | 2R 2:41 | TKO     | 永野祐樹（帝拳）             | 日本 | 日本ウェルター級タイトルマッチ     |
| 21           | 2022年1月11日  | ☆    | 8R      | 判定3-0 | 石崎義人（真正）             | 日本 |                                    |
| 22           | 2022年4月2日   | ☆    | 10R     | 判定3-0 | 越川孝紀（一力）             | 日本 | 日本スーパーウェルター級王座決定戦 |
| 23           | 2022年7月12日  | △    | 10R     | 判定0-0 | 丸木凌介（天熊丸木）         | 日本 | 日本王座防衛1                      |
| 24           | 2022年11月8日  | ★    | 9R 1:52 | TKO     | 出田裕一（三迫）             | 日本 | 日本王座陥落                       |
| テンプレート |                |      |         |         |                              |      |                                    |